# James Mortimer
James Mortimer, né en 1833 et mort en 1911, est un joueur d'échecs américain, réputé pour avoir créé le Piège de Mortimer.